# Duke of Northumberland

Wappen des aktuellen Duke of Northumberland

Duke of Northumberland ist ein erblicher britischer Adelstitel, der zweimal in der Peerage of England und einmal in der Peerage of Great Britain verliehen wurde.

## Geschichte des Titels

### Historische Entstehung
Die Ealdormans von Northumbria wurden Dux genannt, als sie Vasallen der angelsächsischen Könige von Wessex waren. Die Herren von Bamburgh, Osulf († 963) und sein Sohn Waltheof I., waren in diesem Sinne Dukes of Northumbria. Bald nach der normannischen Eroberung Englands wurde das große Earldom aufgeteilt, die Nachkommen der Dukes behielten die Earldoms of Huntingdon und Northampton.

### Erste Verleihung

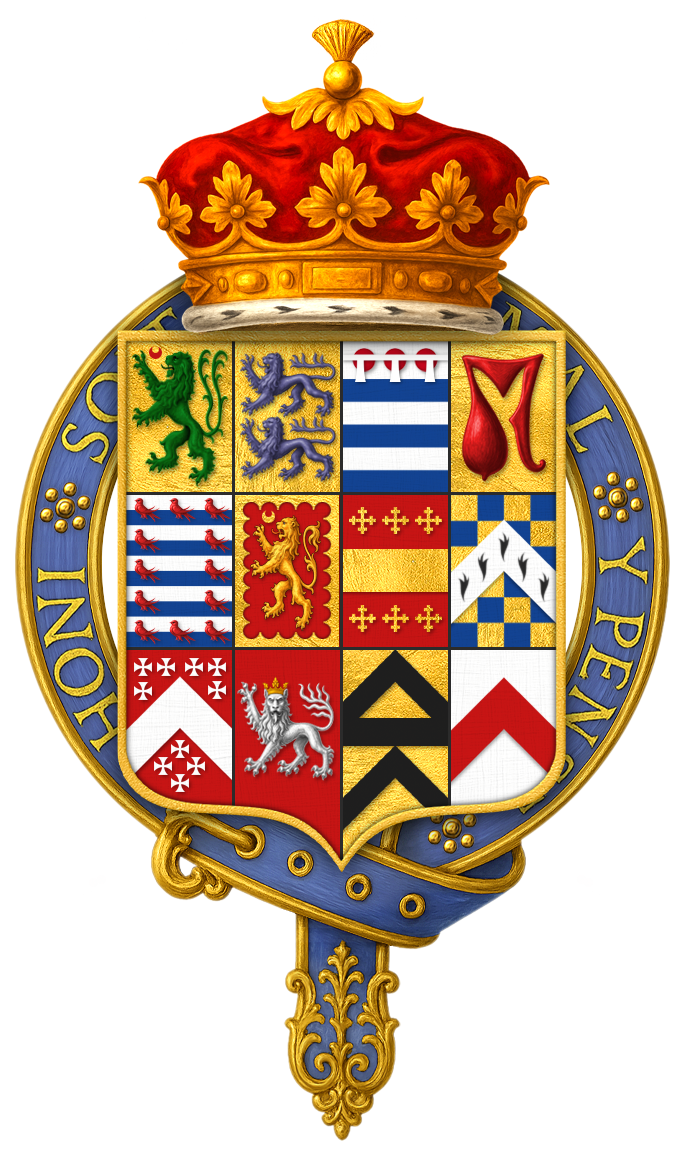
Wappen des John Dudley, 1. Duke of Northumberland

Der Titel Duke of Northumberland wurde erstmals am 11. Oktober 1551 in der Peerage of England für John Dudley, 1. Earl of Warwick, geschaffen. Der Name des Titels wurde als historische Anspielung geschaffen, da er und seine Familie sich als Erben der Bamburgh-Dynastie sahen, als Nachkommen einer Tochter von Simon II. de Senlis, Earl of Huntingdon-Northampton, der wiederum ein Nachkommen Waltheofs war. John Dudley waren bereits am 12. März 1543 der Titel Viscount Lisle und am 16. Februar 1547 der Titel Earl of Warwick verliehen worden, die er fortan als nachgeordnete Titel führte.
Dudley versuchte, den Anspruch seiner Schwiegertochter Lady Jane Grey auf den englischen Thron zu unterstützen. Als sie von Queen Mary abgesetzt wurde, wurde Dudley wegen Hochverrats verurteilt und hingerichtet. Seine Titel erloschen. Ein unehelicher Sohn seines überlebenden Erben, Robert Dudley, 1. Earl of Leicester, beanspruchte den Duke-Titel zu Beginn des 17. Jahrhunderts für sich, fand aber in England keine Anerkennung.

### Zweite Verleihung
In zweiter Verleihung wurde der Titel am 6. April 1683 in der Peerage of England für George FitzRoy, 1. Earl of Northumberland neu geschaffen. Er war ein unehelicher Sohn von König Karl II. und dessen Mätresse Barbara Villiers, 1. Duchess of Cleveland. Er war bereits am  1. Oktober 1674 zum Earl of Northumberland, Viscount Falmouth und Baron Pontefract erhoben worden. Da der Duke keine legitimen Erben hinterließ, erloschen die Titel bereits bei seinem Tod 1716.

### Dritte Verleihung
In dritter Verleihung wurde am 22. Oktober 1766 Hugh Percy (geb. Smithson), 2. Earl of Northumberland in der Peerage of Great Britain zum Duke of Northumberland erhoben. Zusammen mit dem Dukedom wurde ihm der nachgeordnete Titel Earl Percy verliehen. Der älteste Sohn des jeweiligen Dukes führt seither als Titelerbe den Höflichkeitstitel Earl Percy. Er hatte bereits 1750 von seinem Schwiegervater Algernon Seymour, 7. Duke of Somerset die Titel 2. Earl of Northumberland und 2. Baron Warkworth, of Warkworth Castle in the County of Northumberland, die diesem mit entsprechender Erbregelung zugunsten Hugh Percys am 2. Oktober 1749 verliehen worden waren. Zudem hatte er 1729 von seinem Vater Sir Hugh Smithson, 3. Baronet den Titel 4. Baronet, of Stanwick in the County of York, geerbt, der 1660 einem Vorfahren verliehen worden war. Am 28. Januar 1784 wurde dem 1. Duke zudem der Titel Baron Lovaine, of Alnwick in the County of Northumberland, verliehen. Diese Verleihung erfolgte mit dem besonderen Vermerk, dass der Titel bei seinem Tod an seinen zweitgeborenen Sohn Algernon Percy und dessen Nachkommen vererbt werde.
Sein ältester Sohn, der 2. Duke, erbte 1776 von seiner Mutter auch den 1722 geschaffenen Titel 3. Baron Percy. Dessen jüngerer Sohn, der spätere 4. Duke, wurde am 27. November 1816 zum Baron Prudhoe, of Prudhoe Castle in the County of Northumberland, erhoben, starb aber kinderlos, wodurch diese Baronie wieder erlosch. Das Dukedom und die übrigen Titel fielen an seinen Cousin, George Percy, 2. Earl Beverly. Dieser war der Sohn des oben genannten Algeron Percy, 2. Baron Lovaine, der auch 1790 zum Earl of Beverley, in the County of York, erhoben worden war. Die Baronie Percy fiel statt an ihn in weiblicher Erblinie an John Stewart-Murray, 7. Duke of Atholl als 6. Baron Percy und fiel erst 1957 an den 10. Duke of Northumberland als 9. Baron Percy zurück.
Heutiger Titelinhaber ist seit 1995 Ralph Percy als 12. Duke.

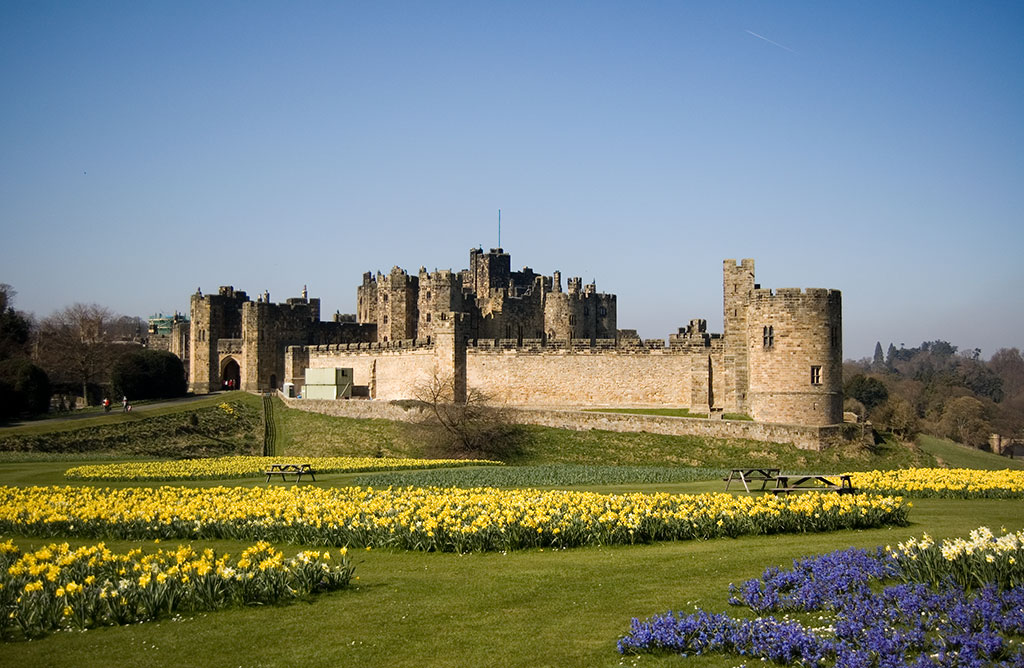
Alnwick Castle

Familiensitz der Dukes dritter Verleihung ist Alnwick Castle in Alnwick, Northumberland; ihre Londoner Residenz ist Syon House in Brentford. Die Dukes haben ihre Familiengruft in der Westminster Abbey in London, in der sie auch weiterhin bestattet werden.

## Liste der Dukes of Northumberland

### Duke of Northumberland, erste Verleihung (1551)
- John Dudley, 1. Duke of Northumberland (1502–1553) (Titel verwirkt 1553)

### Duke of Northumberland, zweite Verleihung (1683)
- George FitzRoy, 1. Duke of Northumberland (1665–1716)

Hugh Percy, 10. Duke of Northumberland, vor Syon House in Brentford

### Duke of Northumberland, dritte Verleihung (1766)
- Hugh Percy, 1. Duke of Northumberland (1714–1786)
- Hugh Percy, 2. Duke of Northumberland (1742–1817)
- Hugh Percy, 3. Duke of Northumberland (1785–1847)
- Algernon Percy, 4. Duke of Northumberland (1792–1865)
- George Percy, 5. Duke of Northumberland (1778–1867)
- Algernon George Percy, 6. Duke of Northumberland (1810–1899)
- Henry George Percy, 7. Duke of Northumberland (1846–1918)
- Alan Ian Percy, 8. Duke of Northumberland (1880–1930)
- Henry George Alan Percy, 9. Duke of Northumberland (1912–1940)
- Hugh Algernon Percy, 10. Duke of Northumberland (1914–1988)
- Henry Alan Walter Richard Percy, 11. Duke of Northumberland (1953–1995)
- Ralph George Algernon Percy, 12. Duke of Northumberland (* 1956)

Titelerbe (Heir apparent) ist der Sohn des aktuellen Titelinhabers George Dominic Percy, Earl Percy (* 1984).